# Даблин (тауншип, Миннесота)
Даблин (англ. Dublin) — тауншип в округе Суифт, Миннесота, США. На 2000 год его население составило 156 человек.

## География
По данным Бюро переписи населения США площадь тауншипа составляет 90,5 км², из которых 90,5 км² занимает суша, водоёмов нет.

## Демография
По данным переписи населения 2000 года здесь находились 156 человек, 58 домохозяйств и 48 семей. Плотность населения —  1,7 чел./км². На территории тауншипа расположено 60 построек со средней плотностью 0,7 построек на один квадратный километр. Расовый состав населения: 95,51 % белых, 0,64 % афроамериканцев и 3,85 % приходится на две или более других рас.
Из 58 домохозяйств в 34,5 % воспитывались дети до 18 лет, в 77,6 % проживали супружеские пары и в 17,2 % домохозяйств проживали несемейные люди. 17,2 % домохозяйств состояли из одного человека, при том 5,2 % из — одиноких пожилых людей старше 65 лет. Средний размер домохозяйства — 2,69, а семьи — 2,98 человека.
29,5 % населения — младше 18 лет, 3,2 % — в возрасте от 18 до 24 лет, 23,1 % — от 25 до 44, 28,2 % — от 45 до 64, и 16,0 % — старше 65 лет. Средний возраст — 41 год. На каждые 100 женщин приходилось 136,4 мужчин. На каждые 100 женщин старше 18 приходилось 120,0 мужчин.
Средний годовой доход домохозяйства составлял 45 000 долларов, а средний годовой доход семьи —  46 250 долларов. Средний доход мужчин —  31 607  долларов, в то время как у женщин — 28 750. Доход на душу населения составил 16 553 доллара. За чертой бедности находились 6,0 % семей и 3,3 % всего населения тауншипа.